# آلة حلاقة

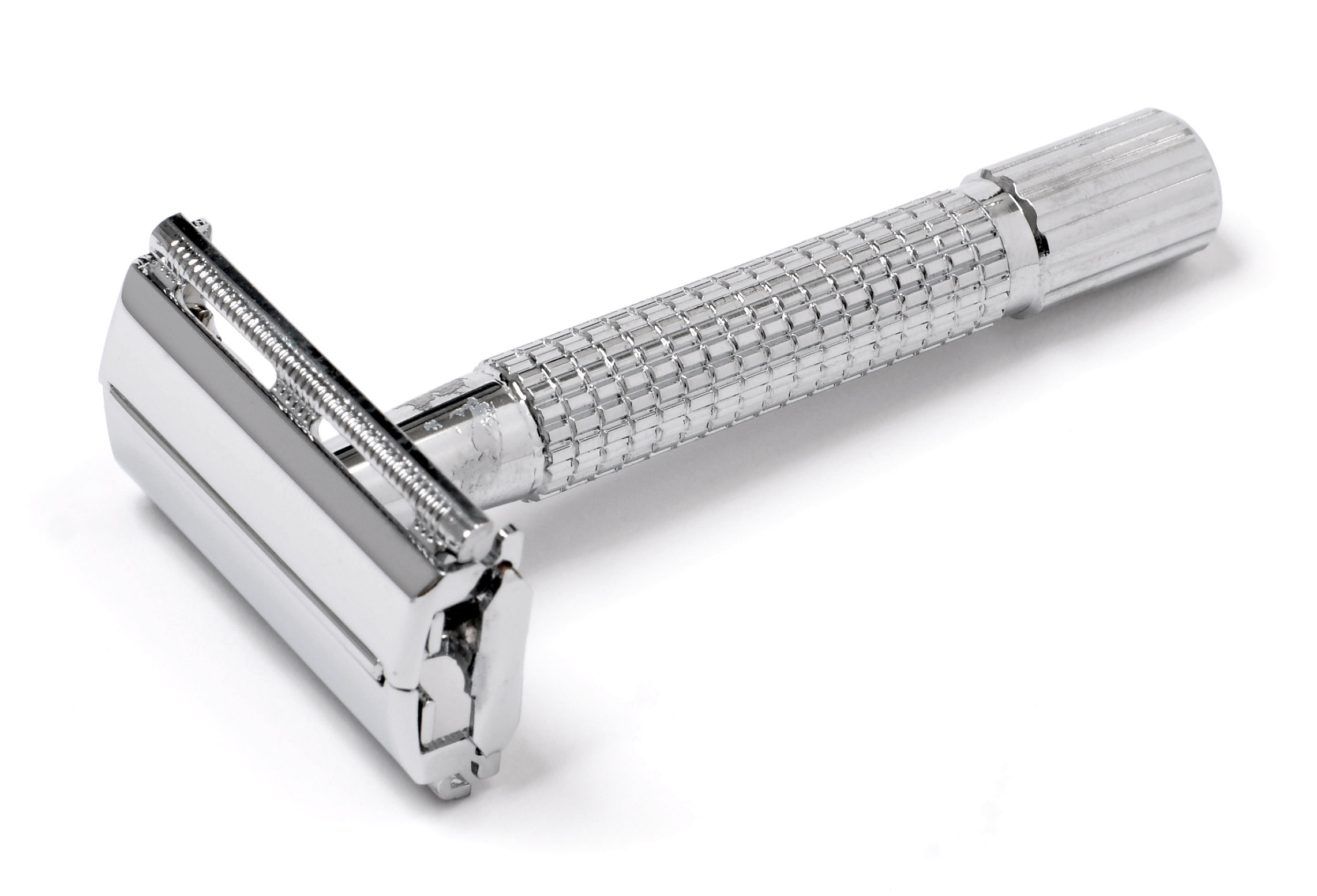
محلقة مصنوعة من الكروم

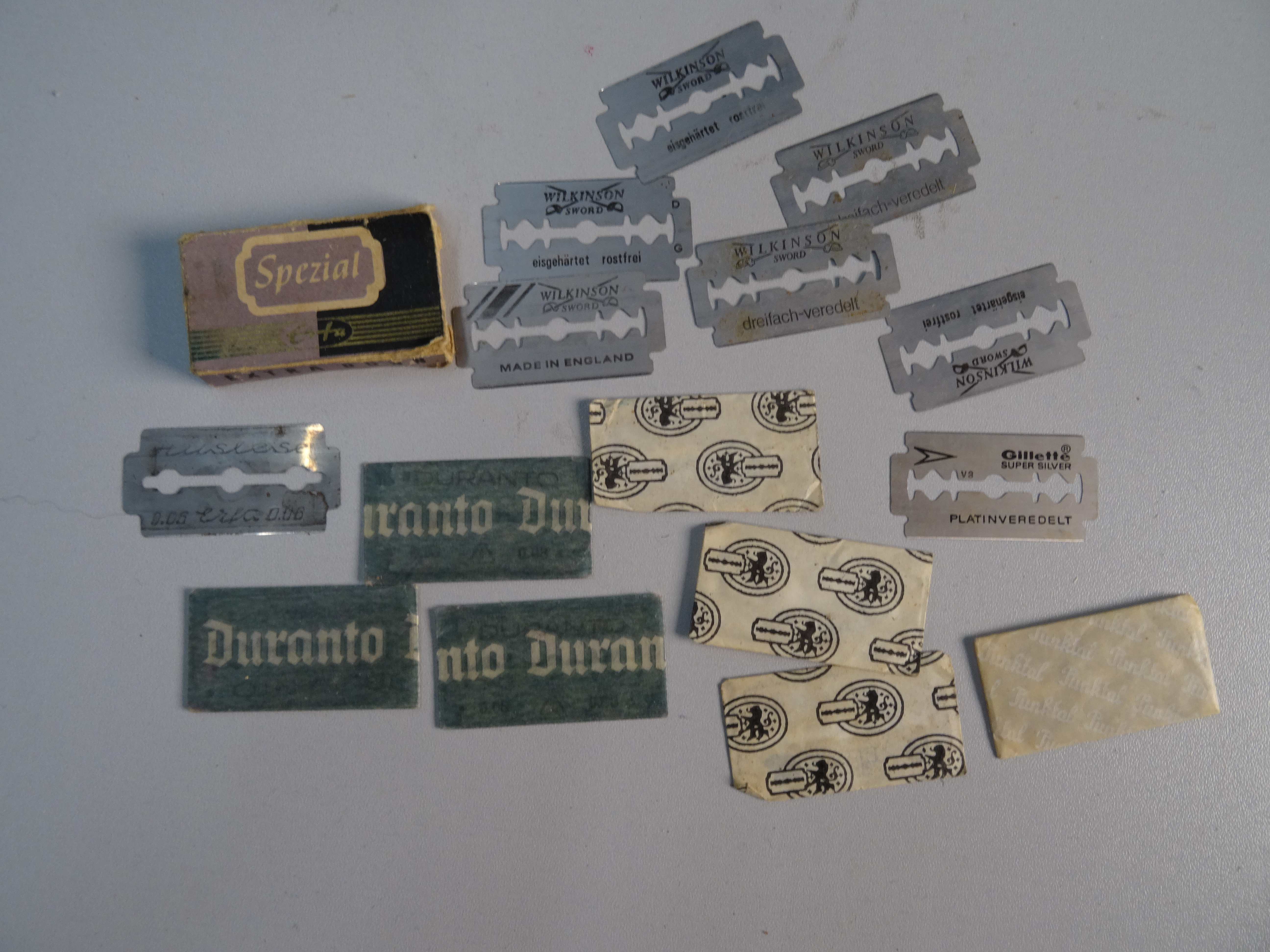
شفرات حلاقة قديمة

المِحْلَقة أو المِحْلَق أو شَفرة حلاقة أو آلة الحلاقة أو الموسى أو الموس وهي أداة ذات نصل تستخدم أساسًا في إزالة شعر الجسم من خلال عملية الحلاقة. تشمل أنواع شفرات الحلاقة شفرات الحلاقة المستقيمة وشفرات الحلاقة الآمنة وشفرات الحلاقة التي تستخدم لمرة واحدة وشفرات الحلاقة الكهربائية.
في حين أن آلة الحلاقة موجودة قبل العصر البرونزي (يرجع تاريخ أقدم أداة شبيهة بآلة الحلاقة إلى 18000 قبل الميلاد)، فإن أكثر أنواع آلات الحلاقة شيوعًا في الاستخدام الحالي هي آلة الحلاقة الآمنة وشفرة الحلاقة الكهربائية، على الرغم من أنواع أخرى الأنواع لا تزال قيد الاستخدام.
تستخدم شفرة الحلاقة اليدوية أو الكهربائية لحلاقة وقص شعر الرأس. ولحلاقة شعر الوجه تستخدم محلقة بسيطة تطورت كثيرا بعد أن كان يستخدم الموس (أشبه بالسكين) لهذا الغرض، ومن أشهر آلات حلاقة الوجه تلك المطورة والمنتجة من قبل شركة جيليت الأمريكية، وهناك شركات أخرى مثل شركة براون وشركة ولكنسون وغيرها.
لقد طورت هذه الآلة من الآلات التي تستخدم الشفرات ذات الحدين على الجانبين والتي تستخدم لمرة واحدة إلى آلات ذات شفرة واحدة مدمجة في إطار وممسك، ويوجد الآن في الأسواق آلات بشفرتين أو ثلاث شفرات مدمجة.
كذلك هناك آلات للحلاقة يدوية أو آلية أو كهربائية أو تدار بالبطارية الصغيرة أو التي تشحن بالكهرباء، وكل شخص يختار ما يناسبه، فأنه يستهلك 700 مليون آلة حلاقة سنويا قيمتها أكثر من 110 مليون دولار في منطقة الشرق الأوسط وحدها مع ما يوجد بالمنطقة من ملتحين.
من ملحقات عدة الحلاقة:
- صابونة الحلاقة أو معجون حلاقة.
- فرشاة الحلاقة.
- أصبع الشب.
- كلونيا.
- مرآة.

## عن شفرات الحلاقة
ظهرت أول أشكال شفرات الحلاقة في فرنسا عام 1762 وكانت عبارة عن قطعة طويلة من النحاس أو الحديد، ذات شفرة حادة على أحد جوانبها، تُشخذ بتمريرها عدة مرات على قطعة جلد مشدودة على الحائط. وفي العام 1895 جرح مروج المبيعات الأمريكي كنغ كامب جيليت ذقنه وهو يستخدم تلك الأداة مما داعاه للتفكير باستخدام شيء يستخدم للحلاقة لمرة واحدة، فخطرت له فكرة ابتكار شفرة من الفولاذ ذات حد قاطع تثبت على قطعة حديد.
استطاع المكانيكي وليام نيكرسون [الإنجليزية] تطبيق فكرة جيليت، فشرع جيليت على الفور في تأسيس أول شركة أمريكية لصناعة أدوات الحلاقة الآمنة في العام 1901 إلا أنه لم يبدأ الإنتاج الفعلي إلا عام 1903.

## التاريخ

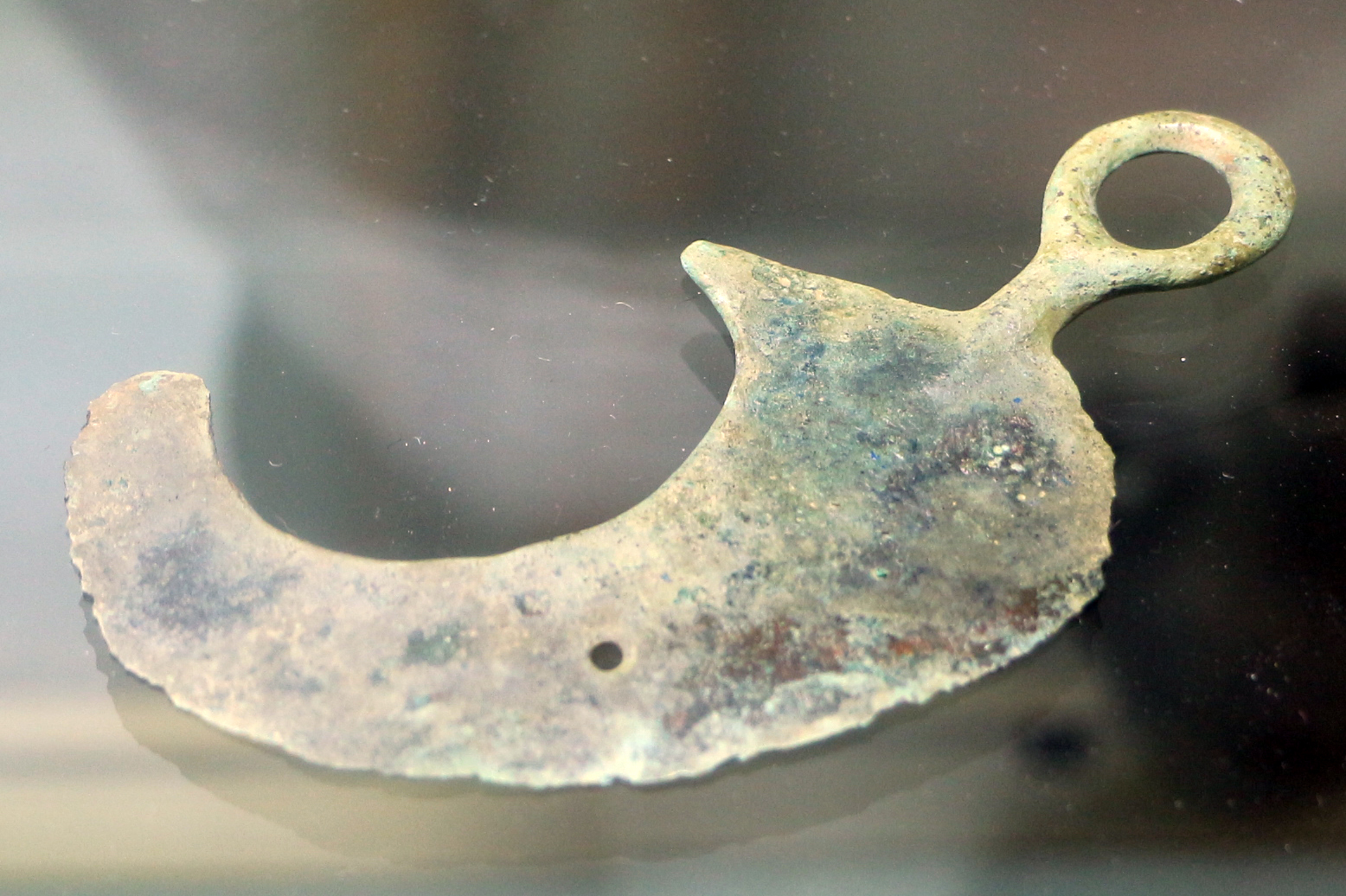
شفرة برونزية.

عرفت آلات الحلاقة من العديد من ثقافات العصر البرونزي. كانت مصنوعة من البرونز أو حجر السج وكانت بيضاوية الشكل عمومًا، مع تانغ صغير بارز من أحد الأطراف القصيرة.
استعملت أشكال مختلفة من آلات الحلاقة على مر التاريخ، والتي تختلف في المظهر ولكنها مماثلة في الاستخدام لأمواس الحلاقة الحديثة المستقيمة. في عصور ما قبل التاريخ، شُحذت قذائف البطلينوس وأسنان القرش والصوان واستخدامها للحلاقة. عثر على رسومات لهذه الشفرات في كهوف ما قبل التاريخ. لا تزال بعض القبائل تستخدم شفرات مصنوعة من الصوان حتى يومنا هذا. كشفت الحفريات في مصر عن شفرات حلاقة من الذهب الخالص والنحاس في مقابر تعود إلى الألفية الرابعة قبل الميلاد. استعملت وصنعت آلات الحلاقة في كرمة خلال العصر البرونزي. العديد من آلات الحلاقة بالإضافة إلى أدوات النظافة الشخصية الأخرى من مدافن العصر البرونزي في شمال أوروبا ويعتقد أنها تنتمي إلى أفراد مرموقين. ذكرت المؤرخة الرومانية ليفي أن آلة الحلاقة أدخلت إلى روما القديمة في القرن السادس قبل الميلاد. للملك الأسطوري لوسيوس تاركوينيوس بريسكوس. كان Priscus سابقًا لعصره لأن آلات الحلاقة لم تستخدم عمومًا إلا بعد قرن من الزمان.
صنعت أول آلة حلاقة مستقيمة حديثة كاملة بمقابض مزخرفة وشفرات أرضية مجوفة في شيفيلد، في إنجلترا، مركز صناعة أدوات المائدة، في القرنين الثامن عشر والتاسع عشر. أنتج بنيامين هانتسمان [الإنجليزية] أول درجة فولاذية صلبة فائقة، من خلال عملية بوتقة خاصة، مناسبة للاستخدام كمادة نصل في عام 1740، على الرغم من رفضها لأول مرة في إنجلترا. تُبُنِّيَت عملية هانتسمان من قبل الفرنسيين في وقت لاحق؛ وإن كان ذلك على مضض في البداية

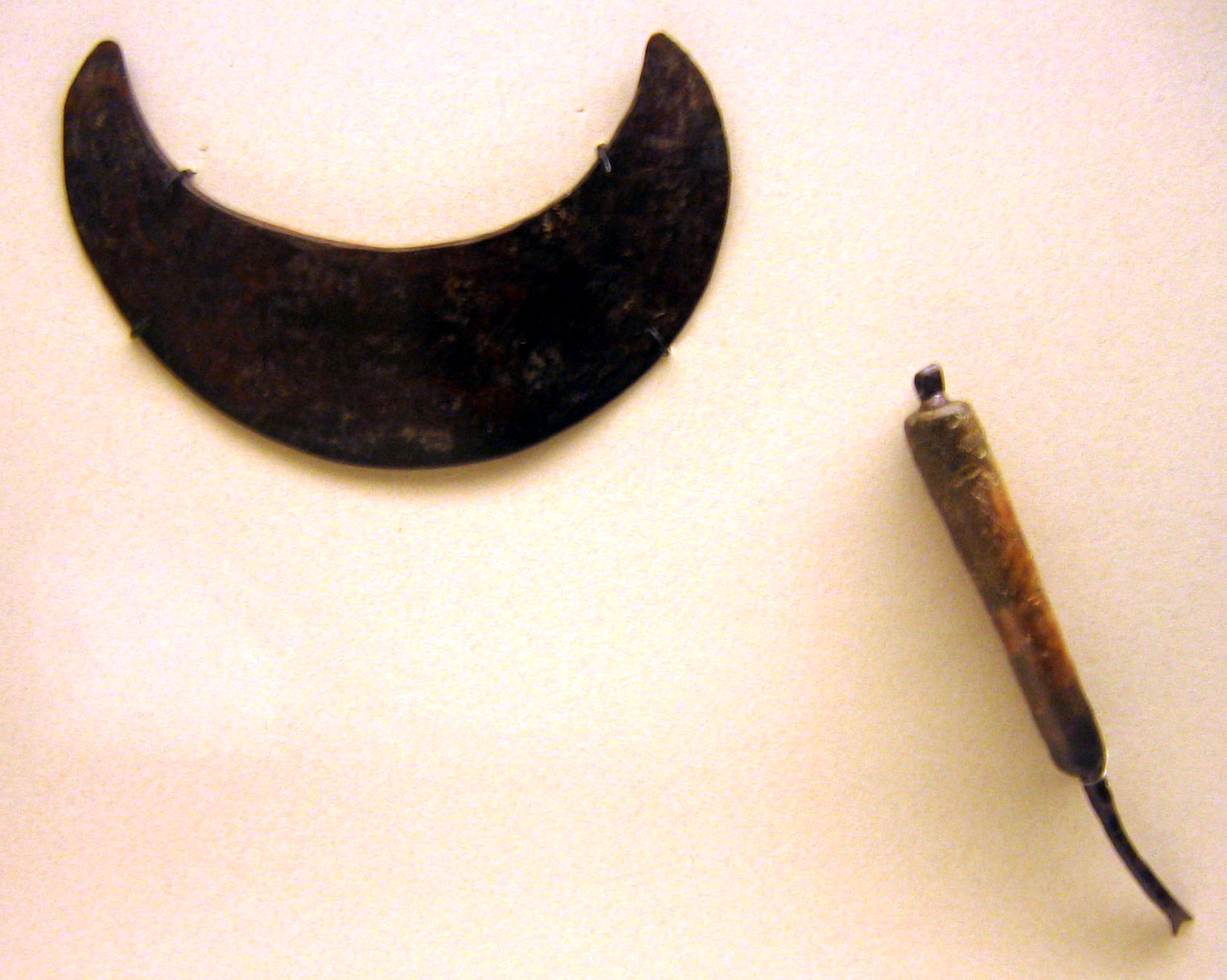
عثر على آلة حلاقة (أعلى) وقاطع أظافر بمقبض عظمي (أسفل) في قبر ثقافة هالستات.

بسبب المشاعر القومية. كان المصنعون الإنجليز أكثر ترددًا من الفرنسيين في تبني العملية وفعلوا ذلك فقط بعد أن شهدوا نجاحها في فرنسا. يعتبر فولاذ شيفيلد، وهو فولاذ مصقول للغاية، والمعروف أيضًا باسم فولاذ شيفيلد الفضي ويشتهر بطبقة نهائية شديدة اللمعان، من الصلب عالي الجودة ولا يزال يستخدم حتى يومنا هذا في فرنسا من قبل شركات مصنعة مثل تيير إيسارد.
في القرنين الثامن عشر والتاسع عشر، كان للأثرياء خدم ليحلقوا شعرهم أو يمكنهم التردد على صالونات الحلاقة. لم تكن الحلاقة اليومية ممارسة شائعة في القرن التاسع عشر، لذلك لم يحلق بعض الناس مطلقًا. إن عادة الحلاقة اليومية بين الرجال الأمريكيين هي ابتكار من القرن العشرين بدأ بعد الحرب العالمية الأولى. طُلب من الرجال الحلاقة يوميًا حتى تناسبهم أقنعة الغاز الخاصة بهم، وأصبح هذا أسهل بكثير مع ظهور آلات الحلاقة الآمنة، والتي كانت قضية عادية خلال الحرب. في القرن ال19، cutlers في شيفيلد، إنجلترا وسولينجين، أنتجت ألمانيا مجموعة متنوعة من شفرات الحلاقة.
كانت آلات الحلاقة المستقيمة هي الشكل الأكثر شيوعًا للحلاقة قبل القرن العشرين وظلت شائعة في العديد من البلدان حتى عقد الخمسينيات. درب الحلاقين خصوصًا لمنح العملاء حلاقة شاملة وسريعة، وكانت مجموعة من آلات الحلاقة المستقيمة الجاهزة للاستخدام مشهدًا شائعًا في معظم صالونات الحلاقة. لا يزال الحلاقون يمتلكونها، لكنهم يستخدمونها كثيرًا.

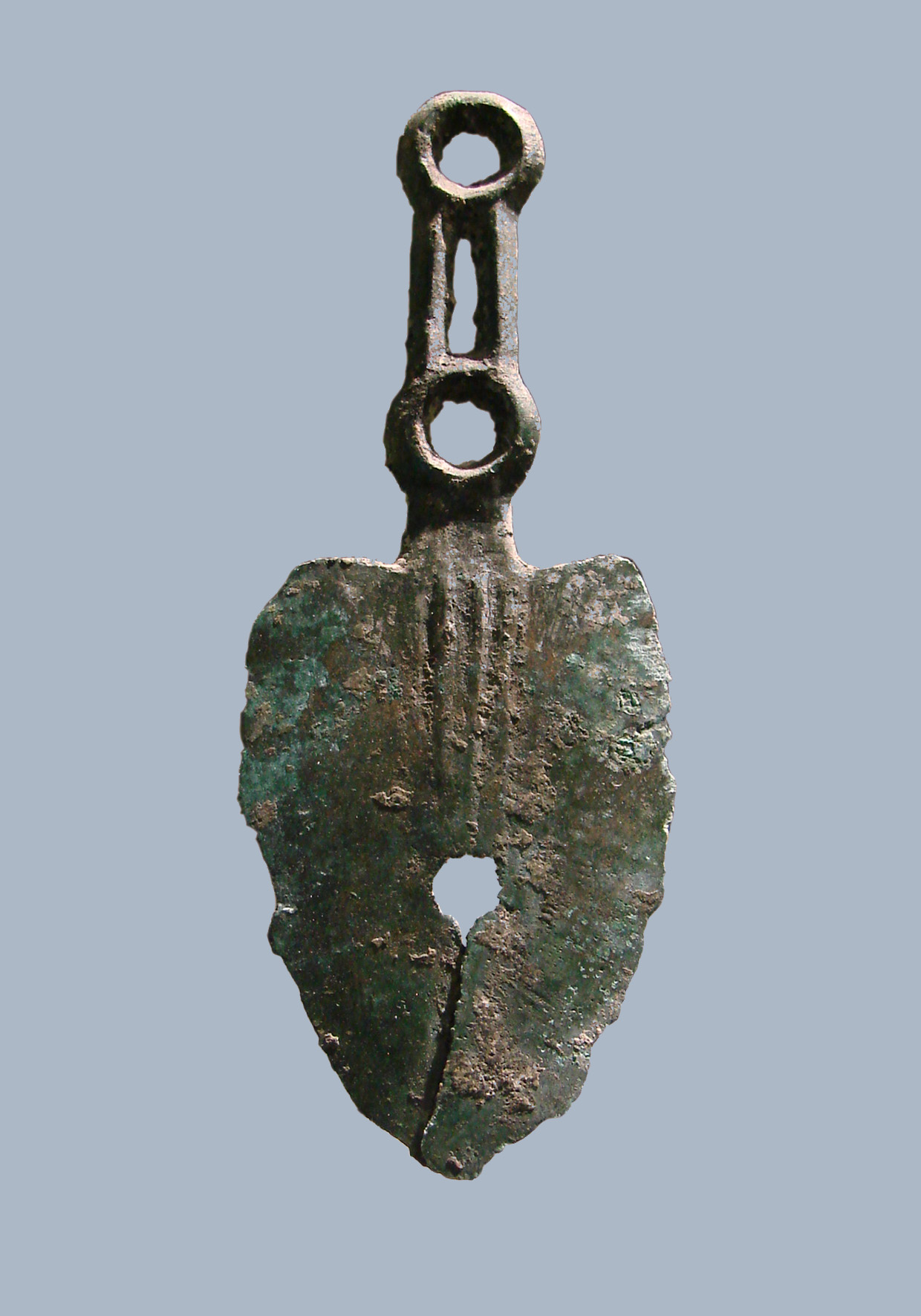
آلة حلاقة مصنوعة من البرونز من العصر الحديدي الأول

في النهاية سقطت أمواس الحلاقة المستقيمة. صنع أول منافس لهم بواسطة كينج كامب جيليت: آلة حلاقة أمان ذات حدين مع شفرات قابلة للاستبدال. كانت فكرة جيليت هي استخدام مفهوم «زعيم الخسارة [الإنجليزية]»، حيث بِيع آلات الحلاقة بخسارة، لكن الشفرات البديلة حصلت على هامش مرتفع ووفرت مبيعات مستمرة. لقد حققوا نجاحًا هائلاً بسبب الحملات الإعلانية والشعارات التي تشوه فاعلية المحلقة المستقيمة وتشكك في سلامتها.
لم تتطلب شفرات الحلاقة الجديدة هذه أي وصاية جادة. كان من الصعب للغاية شحذ الشفرات، وكان من المفترض التخلص منها بعد استخدام واحد، والصدأ بسرعة إذا لم تُرمى. كما أنها تتطلب استثمارًا أوليًا أصغر، على الرغم من أنها تكلف أكثر بمرور الوقت. على الرغم من مزاياها على المدى الطويل، فقدت المحلقة المستقيمة حصة كبيرة في السوق. وبما أن الحلاقة أصبحت أقل ترويعًا وبدأ الرجال في حلق أنفسهم أكثر، انخفض الطلب على الحلاقين الذين يقدمون حلاقة مستقيمة.

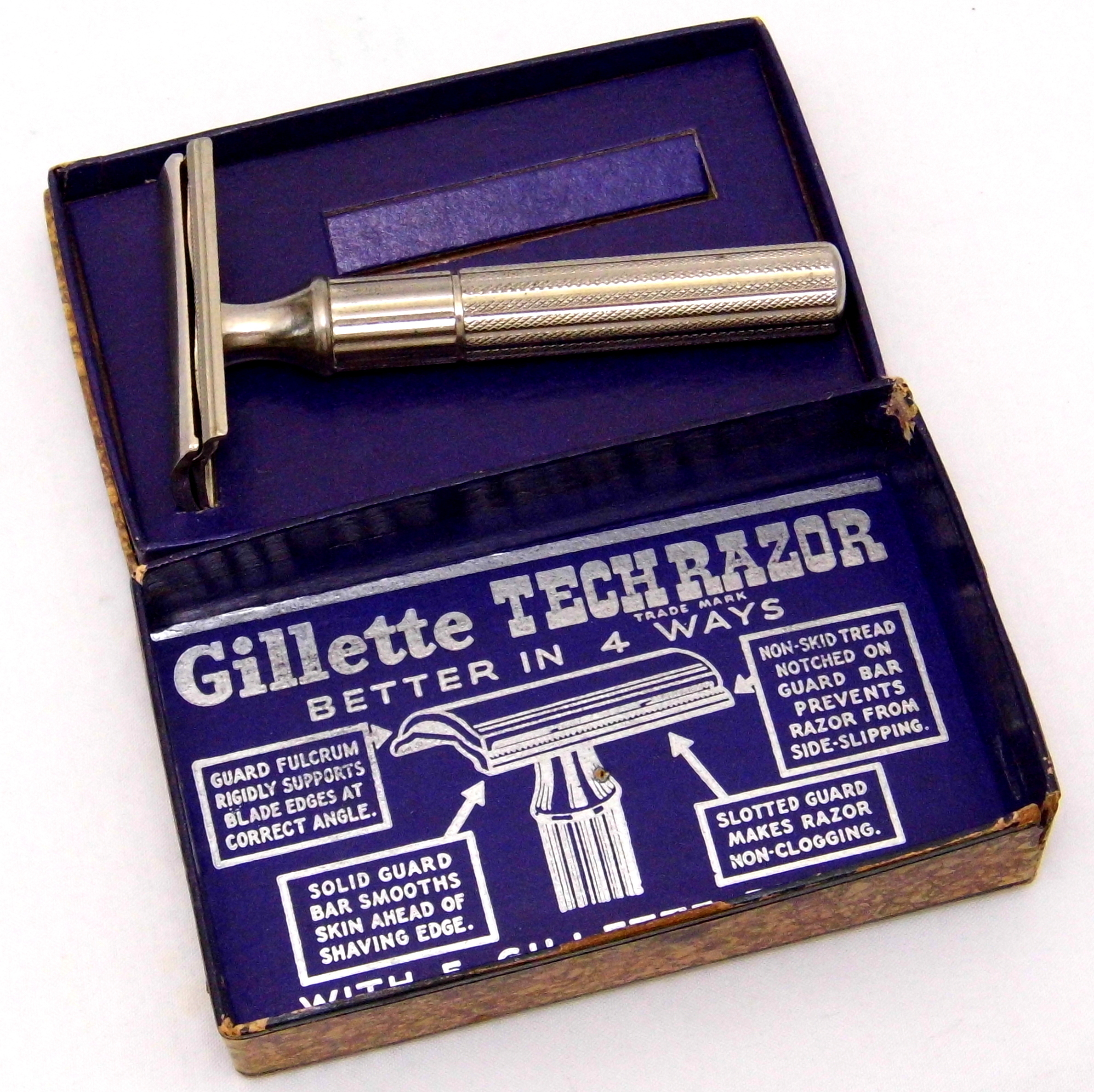
محلقة من عقد الأربعينيات في القرن العشرين من الولايات المتحدة الأمريكية

في عام 1960، أصبحت الشفرات المصنوعة من الفولاذ المقاوم للصدأ والتي يمكن استخدامها أكثر من مرة متاحة، مما قلل من تكلفة الحلاقة الآمنة. صنعت أول هذه الشفرات من قبل شركة ويلكنسون، صانع السيوف الاحتفالية الشهير، في شيفيلد. وسرعان ما كانت شركات جيليت وشيك ومصنعون آخرون يصنعون شفرات من الفولاذ المقاوم للصدأ.
تبع ذلك خراطيش متعددة الشفرات وشفرات حلاقة تستخدم لمرة واحدة. لكل نوع من أنواع الشفرات القابلة للاستبدال، يوجد عمومًا محلقة يمكن التخلص منها.
في عقد الثلاثينيات من القرن الماضي، أصبحت آلات الحلاقة الكهربائية متاحة. يمكن أن تنافس هذه تكلفة آلة الحلاقة المستقيمة الجيدة، على الرغم من أن مجموعة الحلاقة الكاملة يمكن أن تتجاوز تكلفة حتى آلة الحلاقة الكهربائية باهظة الثمن.

## شفرات مستقيمة

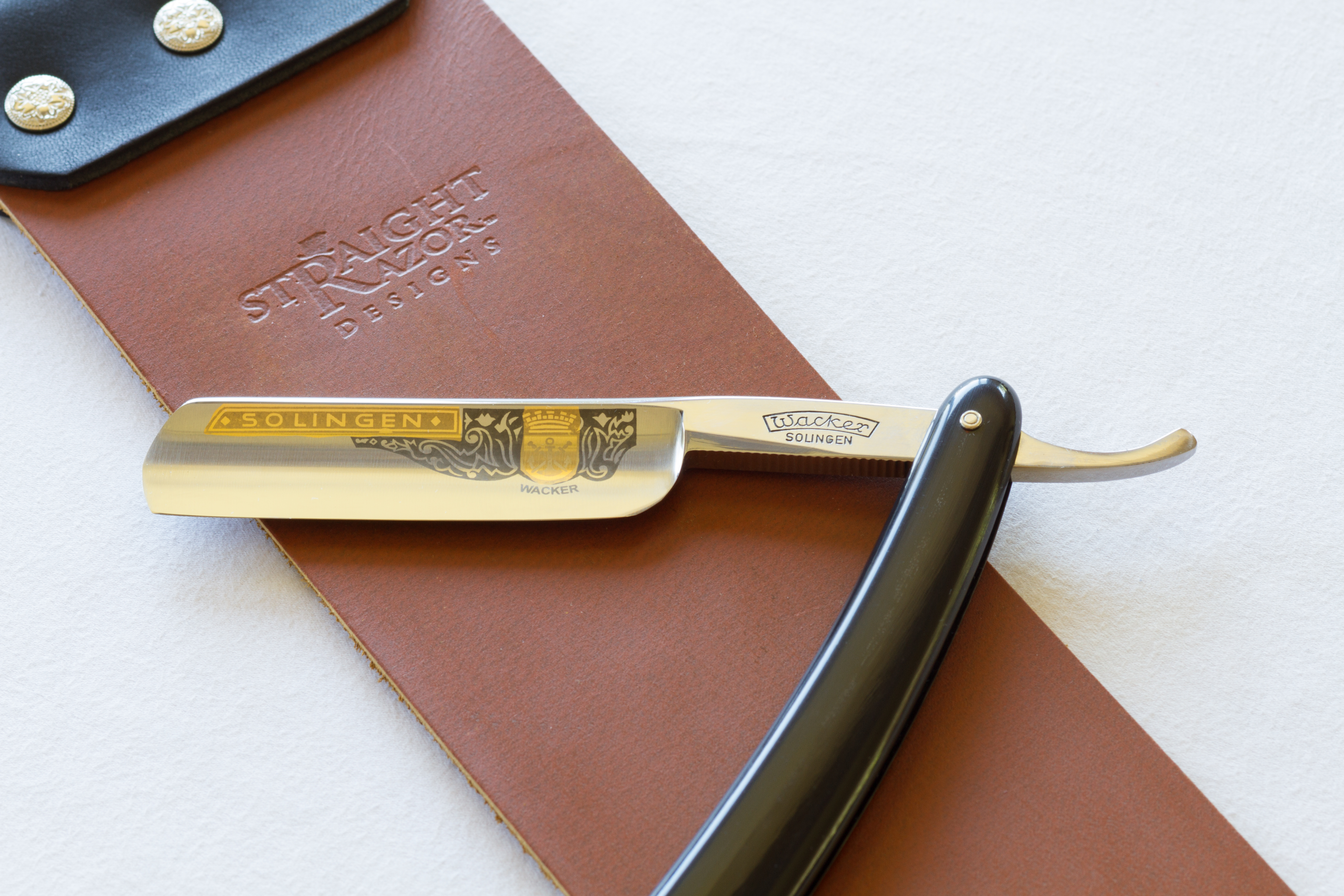
موسى مستقيمة على قطعة جلدية

كانت آلات الحلاقة المستقيمة ذات الشفرات الفولاذية المفتوحة، والمعروفة أيضًا باسم قص الحلق، أكثر آلات الحلاقة شيوعًا قبل القرن العشرين.
تتكون آلات الحلاقة المستقيمة من شفرة مشحونة على حافة واحدة. يمكن أن تكون الشفرة مصنوعة من الفولاذ المقاوم للصدأ، وهو أبطأ في الشحذ والقوس، ولكن من الأسهل صيانتها لأنها لا تلطخ بسهولة، أو من الفولاذ الكربوني العالي، الذي يشحذ ويمشط بسرعة ويحافظ على حافته جيدًا، ولكنه يصدأ والبقع بسهولة إذا لم تُنظف وتُجفف على الفور. في الوقت الحاضر، يصعب العثور على شفرات الحلاقة المصنوعة من الفولاذ المقاوم للصدأ أكثر من الفولاذ الكربوني، لكن كلاهما لا يزال قيد الإنتاج.
تدور الشفرة على دبوس من خلال تماسها بين قطعتين واقيتين تسمى المقاييس: عند طيها في الميزان، تكون الشفرة محمية من التلف ويكون المستخدم محميًا. موازين المقابض مصنوعة من مواد مختلفة، بما في ذلك عرق اللؤلؤ والسليلويد والعظام والبلاستيك والخشب. بمجرد صنع العاج، لقد أُوقِف هذا، على الرغم من استخدام العاج الأحفوري في بعض الأحيان.

### شفرة حلاقة مستقيمة يمكن التخلص منها
تتشابه هذه الشفرات في الاستخدام والمظهر مع آلات الحلاقة المستقيمة، ولكنها تستخدم شفرات يمكن التخلص منها، سواء كانت ذات حواف مزدوجة قياسية مقطوعة إلى نصفين أو حافة واحدة مصنوعة خصيصًا. تُستخدم هذه الحلاقة بنفس طريقة شفرات الحلاقة المستقيمة ولكنها لا تتطلب تمشيط وشحذ.

## آلات الحلاقة الآمنة

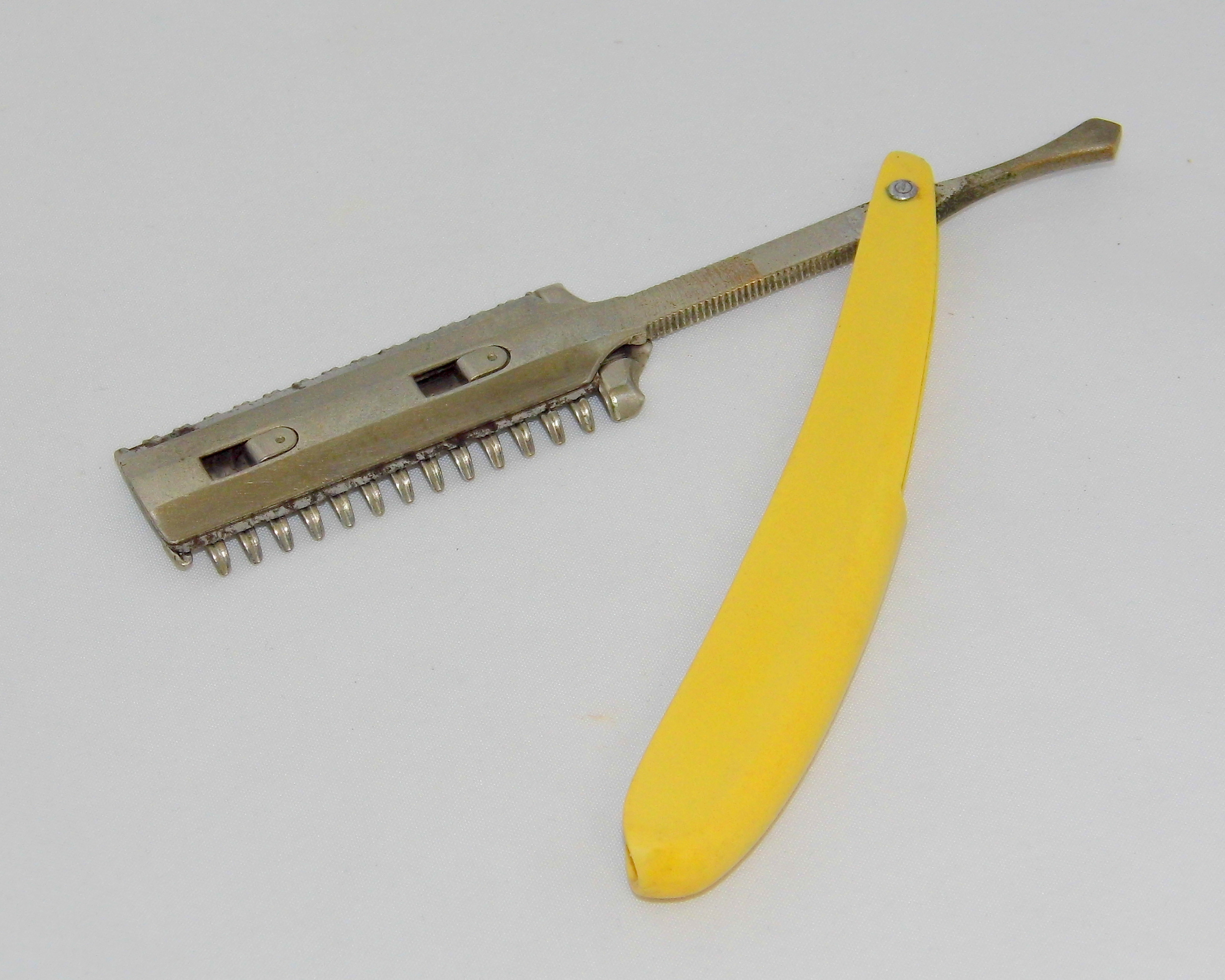
موس مستقيمة بمشط وشفرة يمكن التخلص منها

كانت الخطوة الأولى نحو محلقة أكثر أمانًا للاستخدام هي المحلقة الواقية - وتسمى أيضًا المحلقة المستقيمة - والتي أضافت واقيًا إلى المحلقة المستقيمة العادية. من المرجح أن تكون أول محلقة من هذا النوع قد اخترعها صانع السكاكين الفرنسي جان جاك بيريه حوالي عام 1762.  وكان الاختراع مستوحى من طائرة النجار وكان في الأساس موسى مستقيمة بشفرتها محاطة بغطاء خشبي. كانت أسنان أدوات الحلاقة الأولى تشبه المشط ولا يمكن ربطها إلا بجانب واحد من المحلقة؛ كان الواقي القابل للانعكاس أحد التحسينات الأولى التي أُجريت لحماية آلات الحلاقة. 
عُثر على وصف مبكر للمحلقة الآمنة المشابهة في الشكل لتلك المستخدمة اليوم في طلب براءة اختراع ويليام صموئيل هينسون لعام 1847 لواقي الأسنان المشط. يمكن تثبيت هذا الواقي على موسى مستقيمة أو محلقة «شفرة القطع التي تكون بزاوية قائمة مع المقبض، وتشبه إلى حد ما شكل مجرفة عادية». 
حوالي عام 1875، سُوِّقَ تصميم جديد بشفرة أصغر موضوعة أعلى المقبض من قبل Kampfe Brothers على أنه «أفضل طريقة حلاقة متاحة في السوق لن تقطع المستخدم، مثل شفرات الحلاقة المستقيمة المصنوعة من الفولاذ».

### شفرات حلاقة قابلة للإزالة

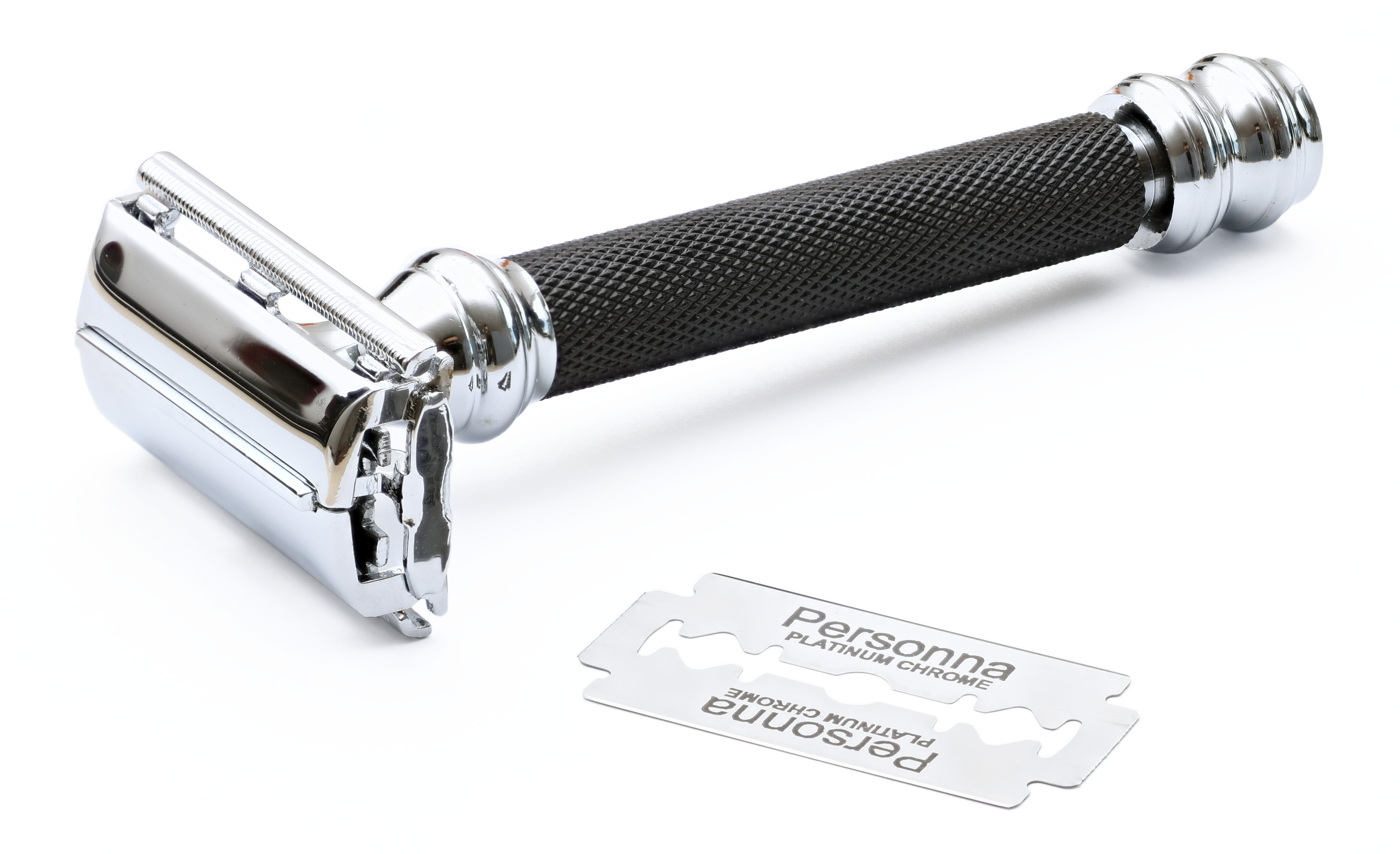
محلقة وشفرة أمان حديثة ذات حافة مزدوجة

استُخدمم مصطلح المحلقة الآمنة أول مرة في عام 1880  ووصف محلقة أساسية بمقبض متصل بالرأس حيث يمكن وضع شفرة قابلة للإزالة. ثم تمت حماية الحافة بمشط منقوش على الرأس لحماية الجلد. في آلات الحلاقة الأكثر حداثة، يُستبدل الآن المشط بشريط أمان. هناك نوعان من آلات الحلاقة الآمنة، ذات الحواف المفردة وذات الحدين. المحلقة ذات الحافة الواحدة هي في الأساس 4 سنتيمتر (1.6 بوصة) قطعة طويلة من موسى مستقيمة. المحلقة الآمنة ذات الحدين هي محلقة بقضيب مائل يمكن استخدامها على كلا الجانبين، بحافتين مفتوحتين. إن الشفرة الموجودة على المحلقة ذات الحدين منحنية قليلاً للسماح بحلاقة أكثر سلاسة ونظافة.
في عام 1901، قدم المخترع الأمريكي كينج كامب جيليت، بمساعدة ويليام نيكرسون، براءة اختراع لنوع جديد من آلات الحلاقة الآمنة ذات الشفرات التي يمكن التخلص منها والتي سُجلت براءة اختراعها في عام 1904. كان أحد الأسباب هو أن الحلاقة بشفرة آمنة يجب أن تكون أكثر أمانًا وملاءمة من الحلاقة بشفرة حلاقة كلاسيكية مستقيمة بشفرة حادة. يمكن إعادة استخدام القبضة السميكة لآلات الحلاقة الآمنة. أدركت جيليت أنه يمكن تحقيق ربح من خلال بيع محلقة غير مكلفة ذات شفرات يمكن التخلص منها. وقد أطلق على هذا اسم نموذج آلة الحلاقة والشفرات، وأصبح ممارسة شائعة جدًا لمجموعة متنوعة من المنتجات.
العديد من العلامات التجارية الأخرى من شفرات الحلاقة تأتي وتختفي. استند جزء كبير من المنافسة إلى تصميم شفرات تناسب نمطًا واحدًا فقط من آلات الحلاقة حتى تُوحد شكل الشفرة من خلال تضمين قناة مركزية متعددة الأوجه للشفرة والتي من شأنها استيعاب التصاميم المختلفة لأنظمة تأمين الشفرات؛ على سبيل المثال، ثلاثة دبابيس، قضيب معدني رفيع، إلخ. حتى يومنا هذا، لا تزال أشكال التثبيت المختلفة هذه قائمة في تنوعها في آلات الحلاقة DE، وكلها تقبل نفس تصميم الشفرة العام.

### شفرات الحلاقة خرطوشة

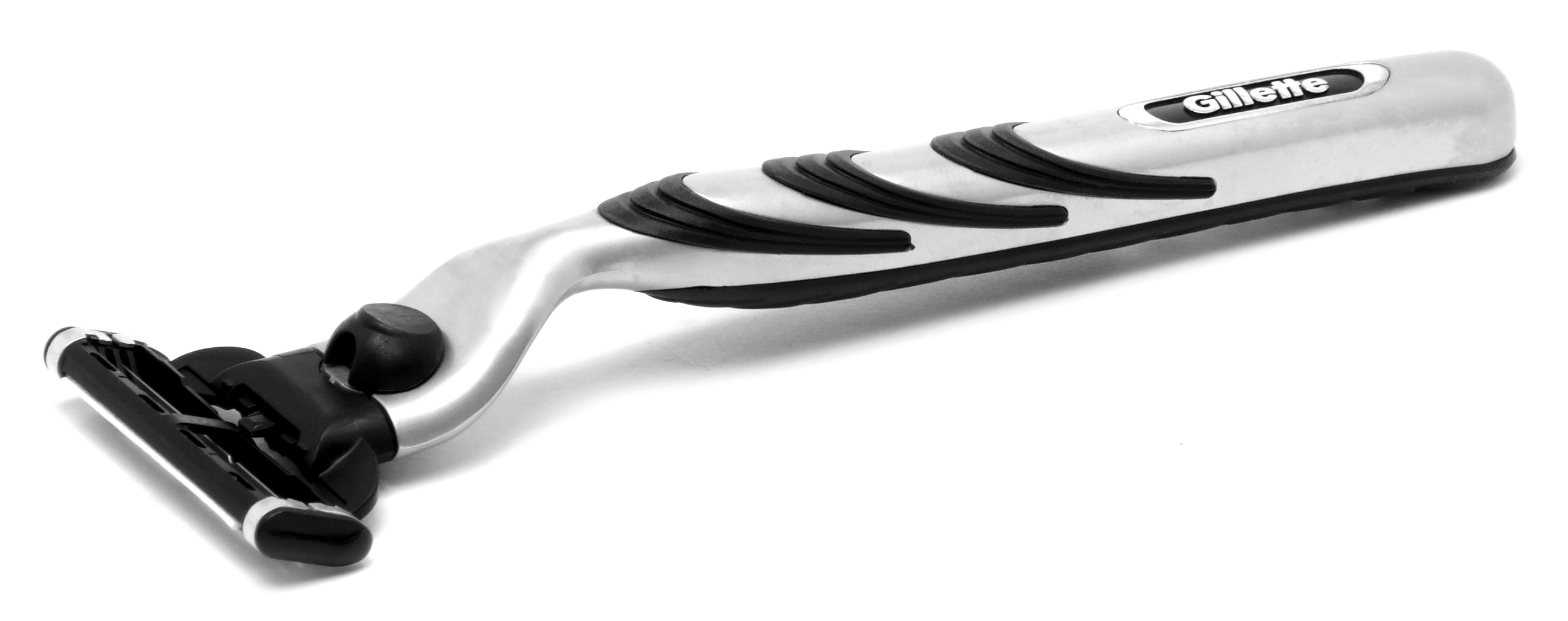
محلقة حديثة ذات خرطوشة قابلة للتبديل

طُورت المحالق ذات الخرطوشة في الستينيات من القرن الماضي، وهي الآن أكثر أشكال الحلاقة شيوعًا في البلدان المتقدمة، وذلك من خلال استغلال نفس نموذج الأعمال الخاص بشفرات الحلاقة والشفرات التي كانت رائدة في أوائل القرن العشرين. على الرغم من تصميمه ليكون له شكل أكثر راحة في كل من المقبض والرأس (بما في ذلك الرأس المحوري الذي يحافظ على الشفرات بزاوية محددة مسبقًا من خلال حركة الحلاقة)، فإن المفهوم مشابه جدًا لمفهوم المحلقة المزدوجة الحافة. ومع ذلك، تُزال هنا مجموعة الرأس بالكامل (المعروفة باسم الخرطوشة) والتخلص منها، وليس فقط الشفرة. أيضًا، من الشائع أن تحتوي رؤوس الخراطيش هذه على شفرات حلاقة متعددة مثبتة فيها، عادةً بين شفرتين وخمس شفرات.

### شفرات حلاقة آمنة للاستخدام مرة واحدة
تتشابه شفرات الحلاقة الآمنة التي يمكن التخلص منها إلى حد كبير في التصميم مع شفرات الحلاقة ذات الخرطوشة، المصنوعة من مواد رخيصة الثمن (عادةً من البولي كربونات المصبوب بالحقن)، ومع ذلك فمن المفترض أن تُرمى بالكامل بعد الاستخدام مع عدم إمكانية شحذ الشفرة أو استبدالها. اخترع المخترع الأمريكي بول وينشل جهازًا واحدًا في عام 1963.

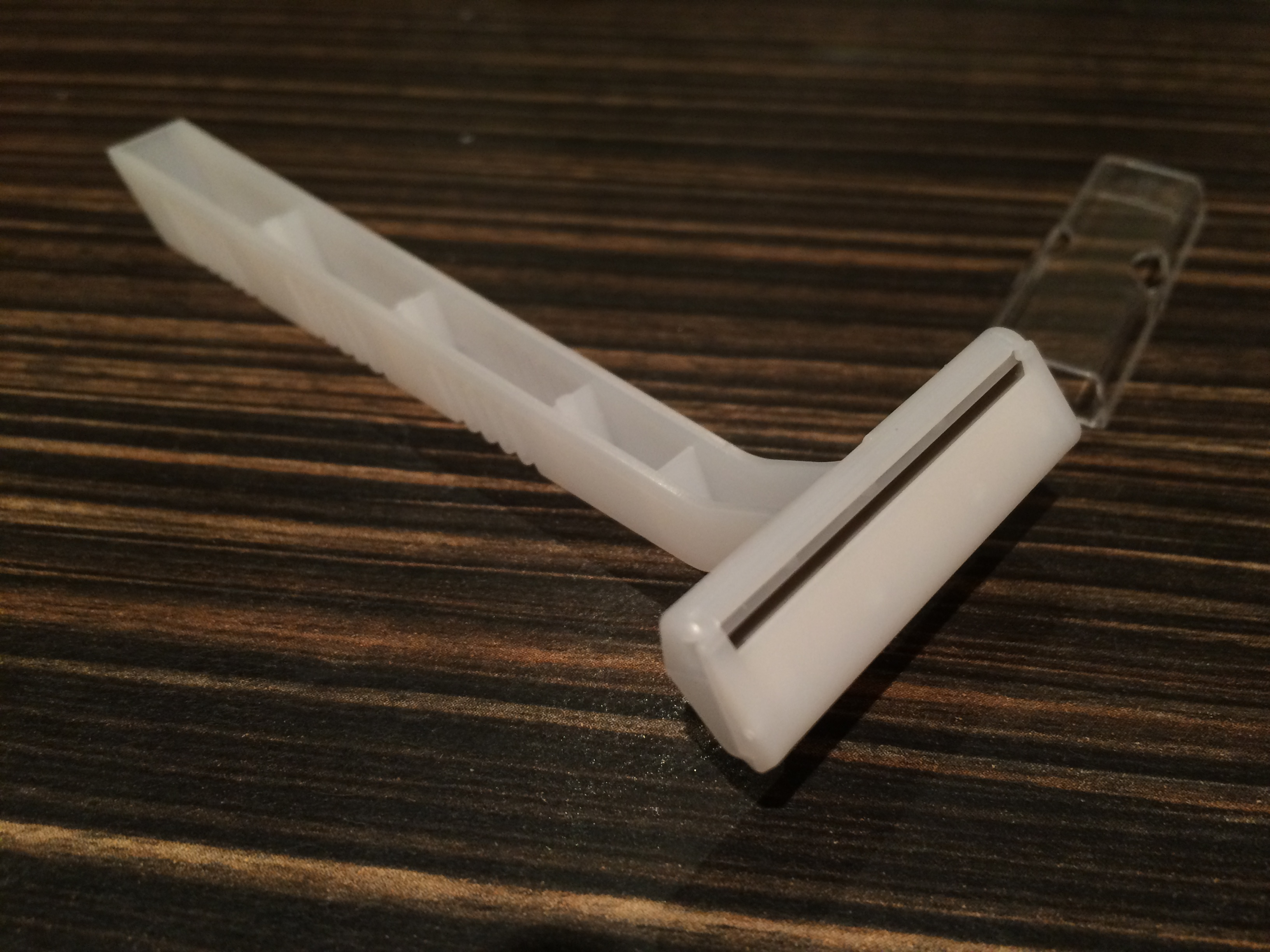
محلقة أساسية يمكن التخلص منها

### فترة الحياة
يمكن إطالة عمر المحلقة الآمنة عن طريق تجفيف الشفرات بعد الاستخدام.

## آلات حلاقة كهربائية
المِحلقة الكهربائية (المعروفة أيضًا باسم آلة الحلاقة الكهربائية) لها شفرة دوارة أو متذبذبة. عادة لا تتطلب المِحلقة الكهربائية استخدام كريم الحلاقة أو الصابون أو الماء. قد يكون مدعوم من قبل الحلاقة الصغيرة العاصمة المحرك، الذي هو إما مدعوم من البطاريات أو أنابيب الكهرباء. تُشغل العديد من البطاريات الحديثة باستخدام بطاريات قابلة لإعادة الشحن. بدلاً من ذلك، يمكن استخدام مذبذب كهربائي ميكانيكي مدفوع بواسطة ملف لولبي يعمل بالتيار المتردد. بعض آلات الحلاقة الميكانيكية المبكرة جدًا لم يكن بها محرك كهربائي وكان لابد من تشغيلها يدويًا، على سبيل المثال عن طريق سحب سلك لقيادة دولاب الموازنة.
اخترع جون إف أورورك أول محلقة كهربائية في عام 1898. بدأ الإنتاج الصناعي لآلات الحلاقة الكهربائية عام 1937 بواسطة شركة ريمنجتون راند الأمريكية [الإنجليزية] بناءً على براءة اختراع جاكوب شيك من عام 1928. منذ عام 1939، أنتجت شركة Philips الهولندية آلات حلاقة كهربائية. أحد الاختلافات الرئيسية بين آلات الحلاقة الكهربائية هو تقنية الحلاقة التي تستخدمها. عادة ما تستخدم آلات الحلاقة الكهربائية عدة شفرات دوارة دائرية أو تقنية كتلة القص والرقائق الأفقية لآلة الحلاقة.

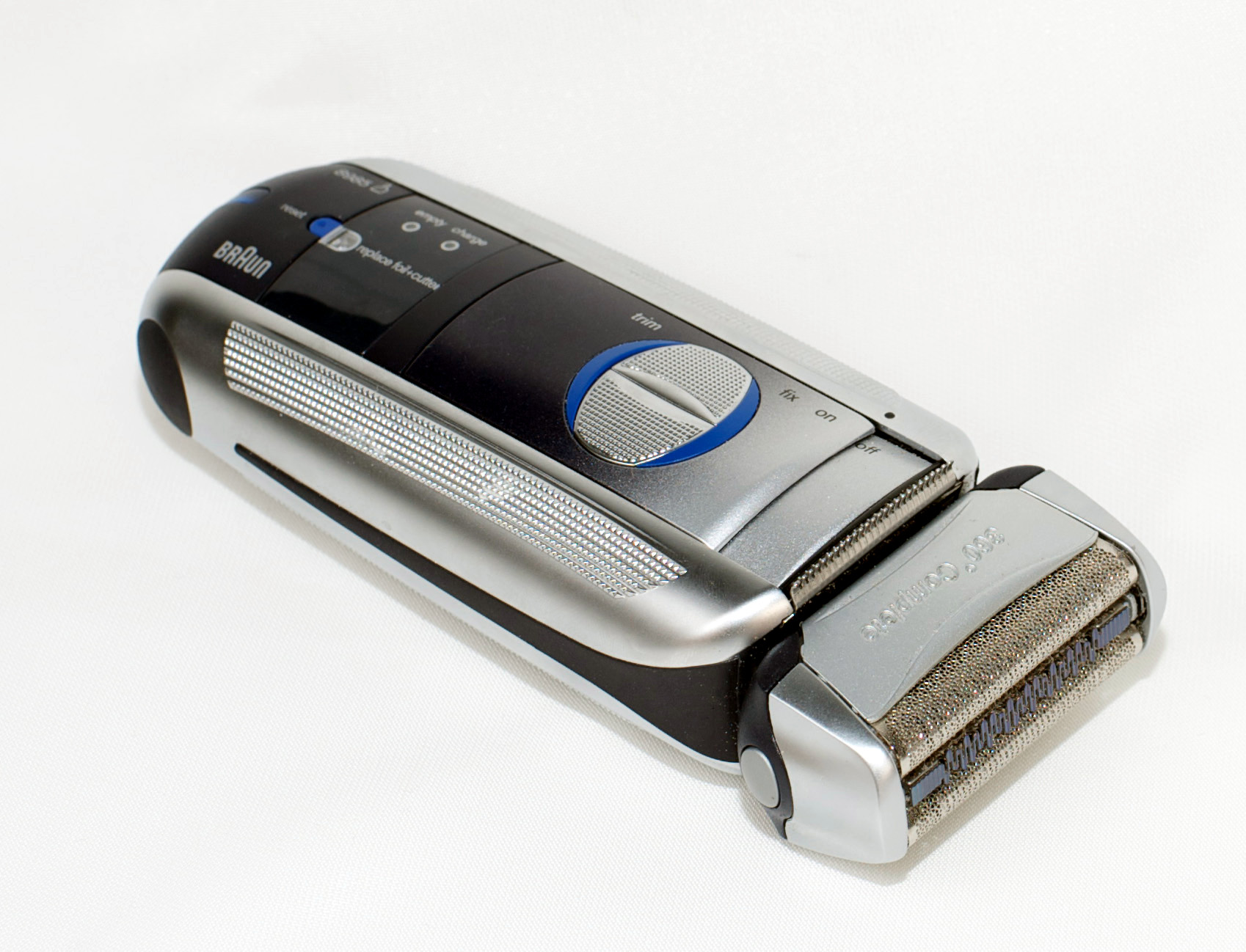
محلقة كهربائية من نوع الرقائق

## شفرات حلاقة أخرى

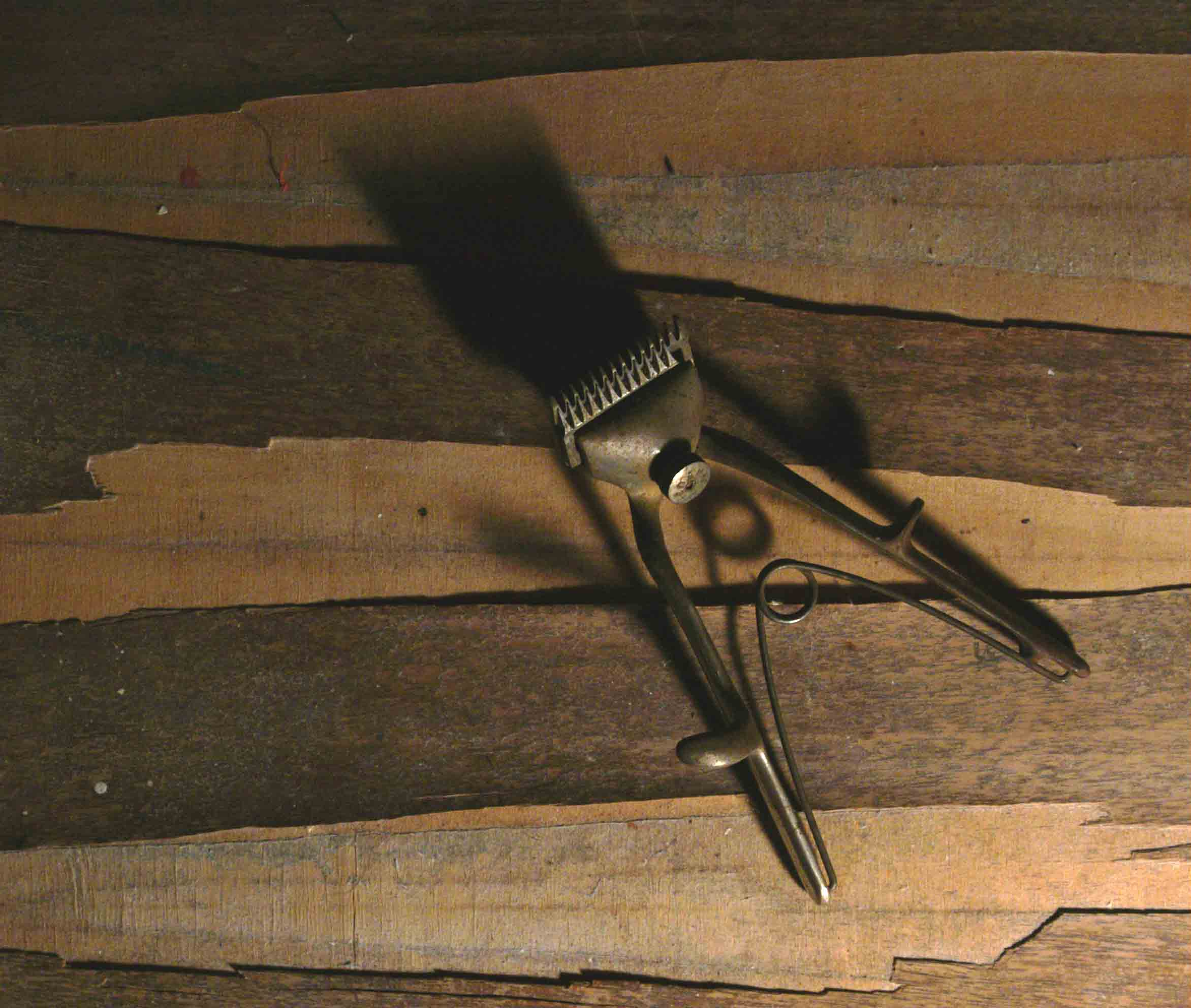
قصاصة الشعر

تستخدم شفرات الحلاقة السميكة والصلبة ذات الحواف المفردة مثل سكاكين متعددة الاستخدام [الإنجليزية] في العديد من المهام المحمولة باليد. تشمل التطبيقات أعمال النجارة التفصيلية مثل الصنفرة والكشط (في حامل متخصص)، وقطع الورق للرسم الفني، وأعمال السباكة والتشطيب مثل الحشو والتنظيف، وإزالة الطلاء من الأسطح المسطحة مثل ألواح الزجاج. على عكس شفرات الحلاقة، عادة ما تكون الشفرات الصناعية المستخدمة في هذه الأدوات مصنوعة من الفولاذ غير القابل للصدأ مثل الفولاذ الكربوني، ولها حافة أكثر صرامة وباهتة.